# Instituto de Ingeniería de Software

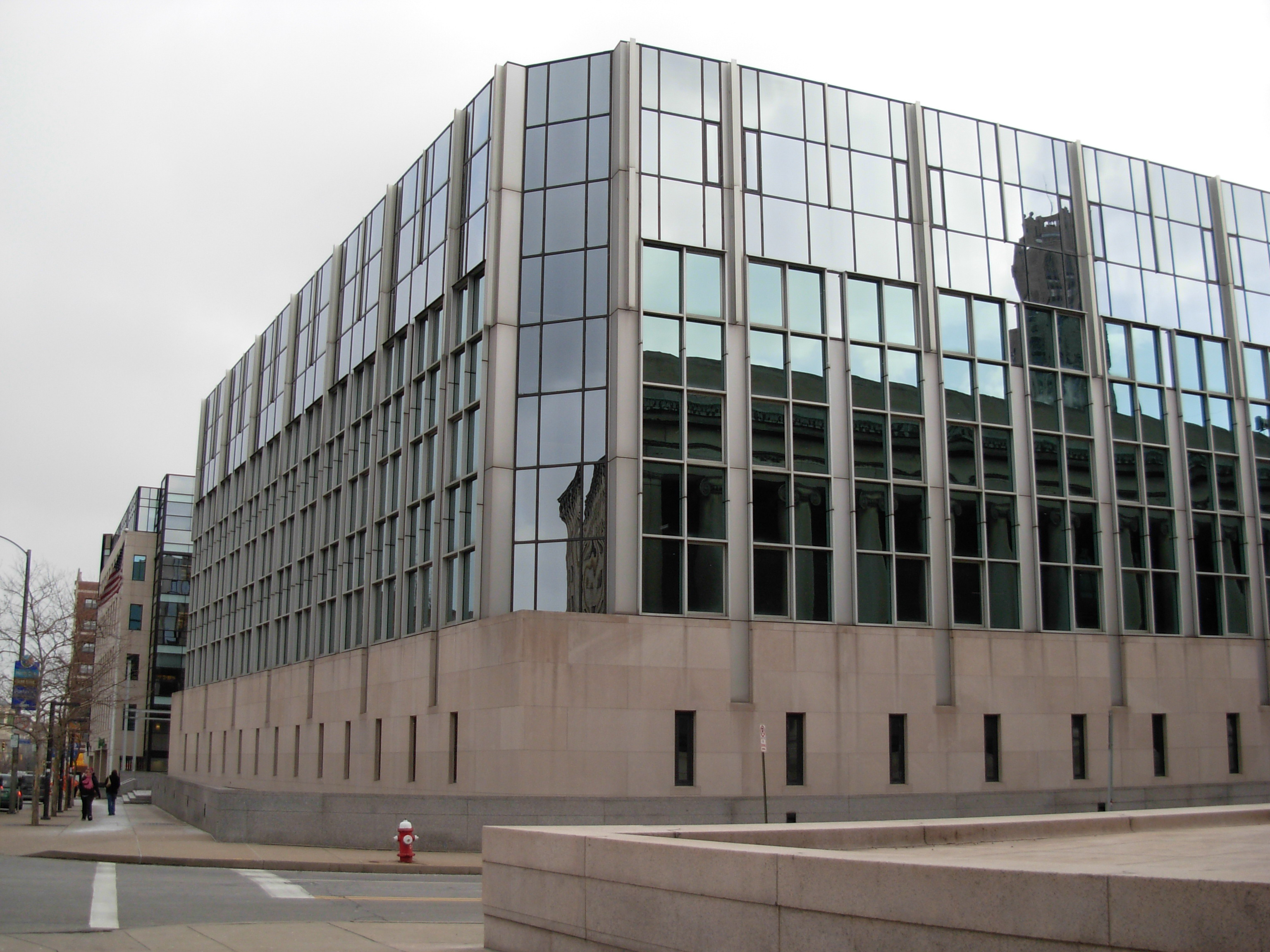
Instituto de Ingeniería de Software

El Instituto de Ingeniería de Software, más conocido como Software Engineering Institute o SEI, es un instituto federal estadounidense de investigación y desarrollo, fundado por Congreso de los Estados Unidos en 1984 para desarrollar modelos de evaluación y mejora en el desarrollo de software, que dieran respuesta a los problemas que generaba al ejército estadounidense la programación e integración de los subsistemas de software en la construcción de complejos sistemas militares. Financiado por el Departamento de Defensa de los Estados Unidos y administrado por la Universidad Carnegie Mellon.
Es un referente en ingeniería de software por realizar el desarrollo del modelo SW-CMM (1991) que ha sido el punto de arranque de todos los que han ido formando parte del modelo que ha desarrollado sobre el concepto de capacidad y madurez, hasta el actual CMMI.
SEI alberga también a otro instituto federal de investigación y desarrollo 3: CERT, fundado por SEI en noviembre de 1988 por encargo de DARPA (Defense Advanced Research Projects Agency) para investigar y mejorar la seguridad de los sistemas de información del ejército y ejercer la coordinación en caso de emergencias.